# Гвозда Микола Янович
Микола Янович Гвозда (русин. Николай Янов Гвозда; 24 грудня 1926, Ладомирова, Пряшівський край — 3 вересня 2010) — русинський поет.

## Біографія
Народився в бідній селянській родині. Батька не знав, бо той ще до народження сина вирушив на заробітки за океан, в Аргентину. Ріс у важких соціальних умовах, з дитинства працював на полі.
Багато часу проводив у православному монастирі, де навчився грамоти. Закінчив школу. Працював на будівництві державних доріг. З 1942 року навчався на автомеханіка. Отримав водійські права. П'ять місяців служив у армії.
З 1951 року до смерті працював водієм чехословацького автотранспортного підприємства у Свиднику.
Прихильник русинських національних позицій.

## Творчість
Автор віршів, які друкувалися в українських ЗМІ («Нове життя»). Йому належать 4 окремі збірки поезії та вірші у трьох колективних збірках. Його твори друкувалися в різних русинських літературних альманахах і збірках, 2010 року видано збірку під назвою «Русиньскы соловї».

## Вибрана бібліографія
- 2002 — «Квіткы з моёй загородкы»
- 2006 — «Сповідь Русина»